# 蔣宗泌
蔣宗泌（?—？），順天府大兴县人，清朝官员。举人出身。
雍正八年，擔任廣東廣州府永安縣知縣（現紫金縣知縣）。后由左修品接任。